# ميشيل كوبر
ميشيل كوبر (بالإنجليزية: Michelle Cooper)‏ هي لاعبة بولينغ بريطانية، ولدت في 8 يونيو 1986.

## روابط خارجية
- ميشيل كوبر على موقع اتحاد ألعاب الكومنولث (مؤرشف) (الإنجليزية)